# Кальмарський кафедральний собор
56°39′52″ пн. ш. 16°21′55″ сх. д. / 56.66444444° пн. ш. 16.36527778° сх. д.
Кальмарський кафедральний собор (швед. Kalmar domkyrka) — віднедавна головна церква приходу Кальмар. До 1915 року був кафедральним собором єпархії Кальмара, яка потім увійшла до єпархії Векше. Проте за церквою збереглася назва кафедрального собору.

## Архітектура
Будівля споруджена за проектом шведського архітектора Нікодемуса Тессіна Старшого. За зразок архітектор взяв римську церкву Іль-Джезу. Будівельні роботи почалися 1660 року, освячення відбулося 1700 року.
В архітектурі будівлі поєднуються елементи класицизму та бароко. Будівля має хрестоподібну форму — західна частина прикрашена двома вежами, а в східній розташована апсида, всередині якої є вівтар. Позаду вівтаря є вівтарна картина, що зображає зняття Ісуса Христа з хреста (такі зображення характерні для шведської лютеранської традиції).